# بيج كروزون
بيج كروزون (من مواليد 5 يوليو 1994) هي لاعبة كرة سلة كندية في فريق منتخب كندا الوطني لكرة السلة للسيدات 3x3.
قادت كروزون فريق كندا الوطني في مايو 2024 التأهل إلى الألعاب الأولمبية الصيفية 2024 في باريس. في يونيو 2024 تم اختيارها ضمن فريق كندا الأولمبي لعام 2024.
مثلت كروزون كندا في دورة الألعاب الأمريكية لعام 2011 في المكسيك.[1] بدأت كروزون مسيرتها في كرة السلة 3×3 في عام 2019. كانت كروزون جزءًا من الفريق الكندي الذي المشارك في 2022 و2023.